# Alf Tveten
Alf Christian Tveten (Bærum, 30 de julho de 1912 — Ålesund, 13 de julho de 1997) foi um velejador norueguês, medalhista olímpico. Ele competiu nos Jogos Olímpicos de Verão de 1936 na classe 6 Metre e conquistou a medalha de prata na disputa a bordo do Lully com Magnus Konow, Karsten Konow, Fredrik Meyer e Vaadjuv Nyqvist.